# Lubos Fiser
Lubos Fiser (født 30. September 1935 i Prag, Tjekkiet - død 22. juni 1999) var en tjekkisk komponist.
Fiser studerede komposition på Prags Musikkonservatorium hos Emil Hlobil. Han studerede senere videre på Academy of the Arts i Prag.
Han har skrevet to symfonier, orkesterværker, kammermusik, filmmusik, vokalværker, korværker, klaverstykker, orgelstykker , koncerter for mange instrumenter etc.

## Udvalgte værker
- Symfoni nr. 1 (1960) - for orkester
- Symfoni nr. 2 "Symfonisk Fresco" (1963) - for orkester
- "Klagesang" (1971) - for kammerorkester
- Klaverkoncert (1979) - for klaver og orkester
- "På kometen" (1970) - filmmusik
- Requiem (1968) - for sopran, baryton, 2 blandede kor og orkester